# El Pedroso de la Armuña
El Pedroso de la Armuña és un municipi de la província de Salamanca a la comunitat autònoma de Castella i Lleó. Limita al Nord amb Espino de la Orbada, a l'Est amb Cantalpino, al Sud amb Arabayona de Mógica i a l'Oest amb Pitiegua i La Orbada.

## Demografia
| 1991 | 1996 | 2001 | 2004 |
| ---- | ---- | ---- | ---- |
| 363  | 332  | 302  | 278  |